# Partido judicial de Coria del Río
El partido judicial de Coria del Río es uno de los 85 partidos judiciales en los que se divide la comunidad autónoma de Andalucía y creado por Real Decreto en 1983, como número catorce de los quince en que se divide la provincia de Sevilla, en España.

## Ámbito geográfico
| Partido Judicial | Capital de partido | Municipios que comprende                                                      |
| ---------------- | ------------------ | ----------------------------------------------------------------------------- |
| 14               | Coria del Río      | Almensilla, Coria del Río, Isla Mayor, Palomares del Río y La Puebla del Río. |